# Мејсон (Илиноис)
Мејсон (енгл. Mason) град је у америчкој савезној држави Илиноис. По попису становништва из 2010. у њему је живело 345 становника.

## Демографија
Према попису становништва из 2010. у граду је живело 345 становника, што је 51 (12,9%) становника мање него 2000. године.
| Група             | 2000.       | 2010.       |
| Белци             | 384 (97,0%) | 334 (96,8%) |
| Афроамериканци    | 0 (0,0%)    | 0 (0,0%)    |
| Азијати           | 0 (0,0%)    | 1 (0,3%)    |
| Хиспаноамериканци | 9 (2,3%)    | 5 (1,4%)    |
| Укупно            | 396         | 345         |